# Domenico Cimarosa

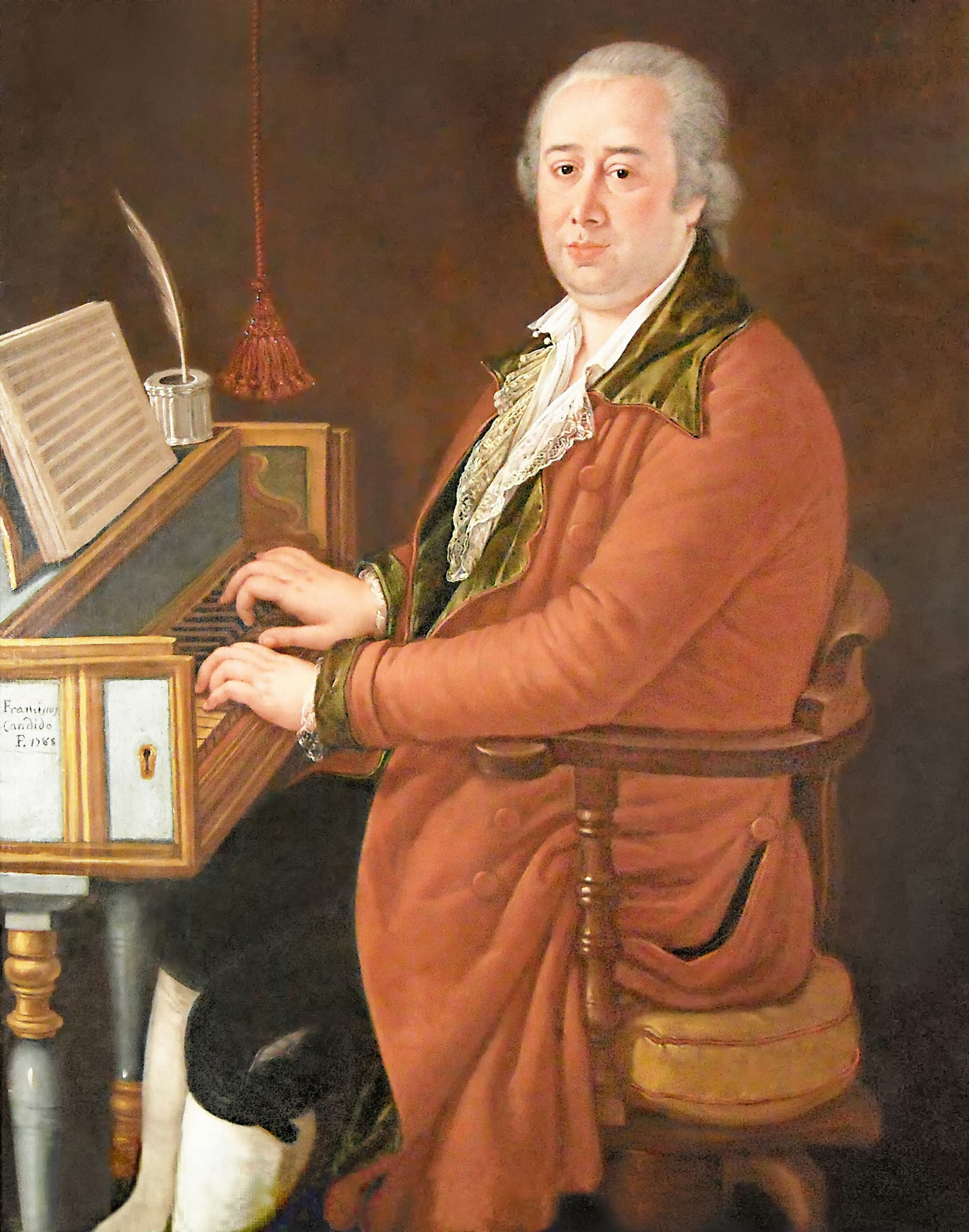
Domenico Cimarosa

Domenico Cimarosa (* 17. Dezember 1749 in Aversa, Königreich Neapel; † 11. Januar 1801 in Venedig) war ein italienischer Komponist. Seine Hauptbedeutung liegt auf dem Gebiet der Oper und besonders der Opera buffa.

## Leben

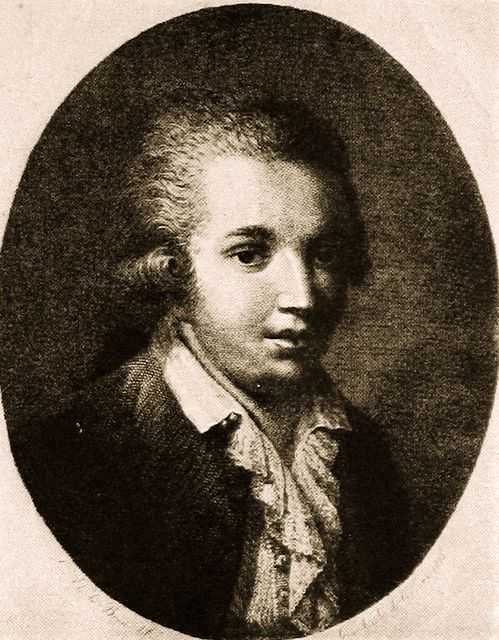
Domenico Cimarosa

Seine Eltern waren nicht vermögend, aber darauf bedacht, ihrem Sohn eine gute Ausbildung zu ermöglichen. Nach dem Umzug nach Neapel gaben sie ihn auf eine freie Schule, die mit einem der Klöster der Stadt verbunden war. Der Organist des Klosters, Padre Polcano, der die Intelligenz des Jungen bemerkt hatte, unterrichtete ihn in den Grundelementen der Musik sowie der alten und modernen Literatur des Landes. Seinem Einfluss verdankte Cimarosa den freien Zugang zum Konservatorium von Santa Maria di Loreto, wo er elf Jahre blieb und hauptsächlich die großen Meister der alten italienischen Schule studierte. Niccolò Piccinni, Antonio Sacchini und andere Musiker von Rang waren unter seinen Lehrern.
Im Alter von zwanzig Jahren begann Cimarosa seine Karriere als Komponist mit der Opera buffa Le stravaganze del conte, die 1772 am Teatro del Fiorentini in Neapel uraufgeführt wurde. Das Werk bestand aus nur zwei Akten, weshalb zur Ergänzung der Einakter Le pazzie di Stelladaura e di Zoroastro angehängt wurde, eine Farce voller Humor und Überspanntheiten. 1774 wurde er nach Rom eingeladen, um eine Oper für die kommende Saison zu schreiben; daraufhin komponierte er die Opera buffa L’italiana in Londra, die ihn über Neapel hinaus bekannt und berühmt machte.
Die nächsten dreizehn Jahre enthält Cimarosas Leben keine bemerkenswerten Ereignisse. Er arbeitete 1781–1782 als maestro di cappella am Ospedaletto in Venedig, schrieb weiter eine Reihe von Opern für verschiedene italienische Theater, lebte zeitweise in Rom, zeitweise in Neapel und war auf Aufführungsreisen. Von 1784 bis 1787 lebte er in Florenz und schrieb ausschließlich für das Theater der Stadt. In dieser Zeit ist seine Produktivität enorm, sie besteht aus komischen und ernsten Opern, Kantaten und kirchenmusikalischen Werken. Folgende Werke unter vielen anderen sind der Erwähnung wert: Caio Mario; die drei biblischen Opern Assalone, La Giuditta und Il sacrificio d’Abramo, dazu Il convito und La ballerina amante, eine komische Oper, die in Venedig mit großem Erfolg uraufgeführt wurde.
1787 ging Cimarosa auf Einladung der Zarin Katharina II. nach Sankt Petersburg. An ihrem Hof blieb er vier Jahre und schrieb auch hier eine enorme Anzahl von Kompositionen, viele in der Art von pièces d’occasion, von denen zumeist nicht einmal die Namen erhalten geblieben sind. 1791 verließ er Russland und ging auf Einladung von Kaiser Leopold II. als Nachfolger Antonio Salieris als Hofkomponist nach Wien. Hier komponierte er sein Meisterwerk Il matrimonio segreto (Die heimliche Ehe), das unter den besten Leistungen leichter Opernmusik rangiert. 1793 kehrte Cimarosa nach Neapel zurück, wo Il matrimonio segreto und andere Werke mit großem Beifall aufgenommen wurden. Unter den Kompositionen aus der Zeit seines letzten Aufenthalts in Neapel seien die Opera buffa Le astuzie femminili und die Opera seria Gli Orazi ed i Curiazi erwähnt. Letztere schrieb er 1796 für Venedig und schuf damit ein Werk, das weit über die Schwelle zum 19. Jahrhundert hinauswies.
Während der Besetzung Neapels durch die Truppen der Französischen Republik nahm Cimarosa Kompositionsaufträge der neuen Machthaber an, weswegen er bei der Rückkehr der Bourbonen inhaftiert und zum Tode verurteilt wurde. Durch Intervention einflussreicher Bewunderer wurde seine Verurteilung in eine Verbannung gemildert, so dass er Neapel in Richtung Sankt Petersburg verlassen konnte. Aber seine Gesundheit war jetzt gebrochen, und nach langem Leiden starb er in Venedig im Januar 1801 an einer Dickdarmentzündung. Die Art seiner Erkrankung führte zu dem Verdacht, er sei von seinen Gegnern vergiftet worden, was aber bei einer formellen Untersuchung als unbegründet zurückgewiesen wurde. Er arbeitete bis zum letzten Moment seines Lebens, so dass eine seiner Opern, Artemisia, bei seinem Tod unvollendet blieb.

## Werke
Außer Opern schrieb Cimarosa dramatische Kantaten, Kirchenmusik, Klaviersonaten, Oratorien, Sinfonien und Solokonzerte.
- Le stravaganze del conte (carn. 1772 Napoli F) [Le magie di Merlina e Zoroastro; Le pazzie di Stelladaura e Zoroastro]
- La finta parigina (carn. 1773 Napoli N)
- I sdegni per amore (1.1776 Napoli N)
- I matrimoni in ballo (carn. 1776 Napoli N)
- La frascatana nobile (win. 1776 Napoli N) [La finta frascatana]
- I tre amanti (carn. 1777 Roma V) [Le gare degl’amanti]
- Il fanatico per gli antichi romani (spr. 1777 Napoli F)
- L’Armida immaginaria (sum. 1777 Napoli F)
- Gli amanti comici, o sia La famiglia in scompiglio (1778? ?Napoli F; carn. 1796 Crema) [Il matrimonio in commedia; La famiglia stravagante, ovvero Gli amanti comici]
- Il ritorno di Don Calandrino (carn. 1778 Roma V) [Armidoro e Laurina]
- Le stravaganze d’amore (1778 Napoli F)
- Il matrimonio per industria (1778? Napoli?) [?]
- La contessina (sum. 1778 Bologna) [?] [+ G. Astaritta, Florian Leopold Gassmann]
- Il matrimonio per raggiro (1778/9? Roma?; carn. 1802 Roma V) [La donna bizzarra]
- L’italiana in Londra (carn. 1779 Roma V) [La virtù premiata][d 1]
- L’infedeltà fedele (sum. 1779 Napoli Fo)
- Le donne rivali (carn. 1780 Roma V) [et al.]
- Cajo Mario (carn. 1780 Roma D)
- I finti nobili (carn. 1780 Napoli F)
- Il falegname (1780 Napoli F) [L’artista]
- L’avviso ai maritati (1780? ?Napoli F) [?]
- Il pittore parigino (1780)[1][2]
- Il capriccio drammatico (1781? Torino?; 1794 London)
- Il pittore parigino (carn. 1781 Roma V) [Le brame deluse]
- Alessandro nell’Indie (carn. 1781 Roma A)
- L’amante combattuto dalle donne di Punto (1781 Napoli F) [La biondolina; La giardiniera fortunata]
- Giunio Bruto (aut. 1781 Verona)
- Giannina e Bernardone (aut. 1781 Venezia SS) [Il villano geloso]
- Il convito (carn. 1782 Venezia SS) [Der Schmaus]
- L’amor costante (carn. 1782 Roma V) [Giulietta ed Armidoro]
- L’eroe cinese (13. August 1782 Napoli SC)
- La ballerina amante (1782 Napoli F) [L’amante ridicolo]
- La Circe (carn. 1783 Milano S)
- I due baroni di Rocca Azzurra (carn. 1783 Roma V) [Dve nevesty; I due baroni; La sposa in contrasto; Il barone deluso]
- Angelica e Medoro, dramatische Kantate, möglicherweise in Zusammenarbeit mit Giuseppe Millico; Text: Pietro Metastasio (1783?)
- La villana riconosciuta (1783 Napoli Fo) [La villanella rapita][d 2]
- Oreste (13. August 1783 Napoli SC)
- Chi dell’altrui si veste presto si spoglia (1783 Napoli F) [Nina e Martuffo]
- Il vecchio burlato (1783 Venezia) [?]
- I matrimoni impensati (carn. 1784 Roma V) [La bella greca]
- L’apparenza inganna, o sia La villeggiatura (spr. 1784 Napoli F)
- La vanità delusa (spr. 1784 Firenze P) [Il mercato di Malmantile]
- L’olimpiade (10. Juli 1784 Vicenza)
- I due supposti conti, ossia Lo sposo senza moglie (aut. 1784 Milano S) [Lo sposo ridicolo]
- Artaserse (26. Dezember 1784 Torino TR)
- Il barone burlato (1784 Napoli N) [rev. Il pittor parigino] [+ F. Cipolla]
- Li finti conti (spr. 1785 Torino, Gallo-Ughetti) [?]
- I fratelli papamosche (spr. 1785 Torino, Gallo-Ughetti) [?]
- Le statue parlante (1785 Correggio) [?]
- Il marito disperato (1785 Napoli F) [Il marito geloso; Die bestrafte Eifersucht]
- La donna sempre al suo peggior s’appiglia (1785 Napoli N)
- Il credulo (carn. 1786 Napoli N) [La baronessa stramba; Il credulo deluso]
- Le trame deluse (1786 Napoli N) [L’amor contrastato; Li raggiri scoperti]
- L’impresario in angustie (1786 Napoli N) [Die theatralischen Abenteuer]
- La baronessa stramba (1786 Napoli N) [rev. I matrimoni in ballo] [Il credulo]
- Gli amanti alla prova (1786 Napoli) [?]
- L’impostore punito (1786/7 Torino C) [?]
- Volodimiro (carn. 1787 Torino TR)
- Il fanatico burlato (1787 Napoli Fo) [La burla felice; Der adelsüchtige Bürger][d 3]
- La felicità inaspettata (3.1788 St. Petersburg E)
- La vergine del sole (1788? ?St. Petersburg E; 6. November 1789 St. Petersburg BK)
- La scuffiara (1788) [?]
- La Cleopatra (8. Oktober 1789 St. Petersburg E) [Cleopatra e Marc’Antonio][d 4]
- Il matrimonio segreto (7. Februar 1792 Wien B)
- Sophie et Dorval [rev. Il matrimonio segreto]
- Il matrimonio per susurro [?]
- La calamità dei cuori (1792/3 Wien B) [?]
- Contrattempi (1793 Bonn) [?]
- Amor rende sagace (1. April 1793 Wien B)
- I traci amanti (19. Juni 1793 Napoli N) [Il padre alla moda, ossia Lo Sbarco di Mustanzir Bassà; Gli turchi amanti; Les amants turcs]
- Le astuzie femminili (26. August 1794 Napoli F)
- La pupilla astuta (1794 Napoli Fo) [?]
- La serva innamorata (1794 Napoli F) [?]
- Penelope (carn. 1795 Napoli Fo)
- Le nozze in garbuglio (1795 Messina)
- L’impegno superato (1795 Napoli Fo)
- La finta ammalata (1796 Lisboa)
- I nemici generosi (carn. 1796 Roma V) [Il duello per complimento]
- Gli Orazi ed i Curiazi (carn. 1797 Venezia F)
- La morte di Assalonne (? Firenze, Oratorio) [rev. Gli Orazi ed i Curiazi]
- Achille all’assedio di Troja (carn. 1797 Roma A)
- L’imprudente fortunato (carn. 1797 Roma V)
- Artemisia regina di Caria (sum. 1797 Napoli SC)
- Attilio Regolo (carn. 1797 Reggio) [?]
- Le nozze di Lauretta (1797? Torino) [?]
- L’apprensivo raggirato (1798 Napoli F)
- Il secreto (aut. 1798 Torino C)
- Semiramide (1799 Napoli F) [?]
- Il conte di bell’amore [?]
- L’arte contro l’arte (carn. 1800 Alexandria) [?]
- Artemisia (carn. 1801 Venezia F)
- Il nuovo podestà (spr. 1802 Bologna) [?]
- Tito Vespasiano (1821 Lisboa) [?]
- La discordia fortunata [?]
- L’ajo nell’imbarazzo [?]
- Le donne vendicate [?]
- Il cavalier del dente [?]
- La Molinara (inc) [?]

## Digitalisate
1. ↑  L’italiana in Londra. Libretto-Digitalisat bei Google Books. Digitalisat im Portal Internet Culturale.
2. ↑  Villana riconosciuta. Digitalisat im Portal Internet Culturale.
3. ↑  Fanatico burlato. Digitalisat im Portal Internet Culturale.
4. ↑  Cleopatra. Digitalisat im Portal Internet Culturale.

## Sonstiges
Nach Cimarosa wurde das Pumpspeicherkraftwerk Domenico Cimarosa benannt.